# وينونا (مسيسيبي)
وينونا (بالإنجليزية: Winona, Mississippi)‏ هي مدينة تقع في الولايات المتحدة في Montgomery County. يقدر عدد سكانها بـ 5,043 نسمة ومساحتها 87.8 كم2 وترتفع عن سطح البحر 116 متر.

## التركيبة السكانية
حدّد مكتب تعداد الولايات المتحدة بيانات التركيبة السكانية لوينونا في تعداد الولايات المتحدة. في ما يلي، التركيبة السكانية حسب تعدادي 2000 و2010.

### تعداد عام 2000
بلغ عدد سكان وينونا 5,482 نسمة بحسب تعداد عام 2000، وبلغ عدد الأسر 2,098 أسرة وعدد العائلات 1,457 عائلة مقيمة في المدينة. في حين سجلت الكثافة السكانية 156.2 نسمة لكل كيلومتر مربع (404.6/ميل2). وبلغ عدد الوحدات السكنية 2,344 وحدة بمتوسط كثافة قدره 66.8 لكل كيلومتر مربع (173.0/ميل2).
وتوزع التركيب العرقي للمدينة بنسبة 48.10% من البيض و50.73% من الأمريكيين الأفارقة و0.15% من الأمريكيين الأصليين و0.49% من الأمريكيين ذوي الأصول الآسيوية و0.05% من سكان جزر المحيط الهادئ و0.04% من الأعراق الأخرى و0.44% من عرقين مختلطين أو أكثر و0.89% من الهسبانيون أو اللاتينيون من أي عرق.
بلغ عدد الأسر 2,098 أسرة كانت نسبة 38.5% منها لديها أطفال تحت سن الثامنة عشر تعيش معهم، وبلغت نسبة الأزواج القاطنين مع بعضهم البعض 41.5% من أصل المجموع الكلي للأسر، ونسبة 24.3% من الأسر كان لديها معيلات من الإناث دون وجود شريك،  بينما كانت نسبة 3.6% من الأسر لديها معيلون من الذكور دون وجود شريكة وكانت نسبة 30.6% من غير العائلات. تألفت نسبة 28.6% من أصل جميع الأسر من عدة أفراد يعيشون في نفس المنزل ونسبة 15.2% كانت تتألف من شخص يعيش بمفرده يبلغ من العمر 65 عاماً أو أكثر. وبلغ متوسط حجم الأسرة المعيشية 2.55، أما متوسط حجم العائلات فبلغ 3.14.
بلغ العمر الوسطي للسكان 37.0 عاماً. وكانت نسبة 27.9% من القاطنين تحت سن الثامنة عشر، وكانت نسبة 9.1% بين الثامنة عشر والرابعة والعشرين عاماً، ونسبة 24% كانت واقعةً في الفئة العمرية ما بين الخامسة والعشرين والرابعة والأربعين عاماً، ونسبة 20.6% كانت ما بين الخامسة والأربعين والرابعة والستين، ونسبة 15.8% كانت ضمن فئة الخامسة والستين عاماً فما فوق. يوجد لكل 100 أنثى 80.0 ذكر، ويوجد لكل 100 أنثى في الثامنة عشر من عمرها فما فوق 72.3 ذكر.
بلغ متوسط دخل الأسرة في المدينة 25,160 دولارًا، أما متوسط دخل العائلة فبلغ 31,619 دولارًا. وكان متوسط دخل الذكور 30,163 دولارًا مقابل 17,549 دولارًا للإناث. وسجل دخل الفرد الخاص بالمدينة 14,700 دولارًا. وكانت نسبة 24.5% من العائلات ونسبة 27.4% من السكان تحت خط الفقر، وكان من هؤلاء نسبة 40.8% تحت سن الثامنة عشر ونسبة 24.8% في الخامسة والستين من العمر وما فوق.

### تعداد عام 2010
بلغ عدد سكان وينونا 5,043 نسمة بحسب تعداد عام 2010، وبلغ عدد الأسر 1,994 أسرة وعدد العائلات 1,348 عائلة مقيمة في المدينة. في حين سجلت الكثافة السكانية 143.7 نسمة لكل كيلومتر مربع (372.2/ميل2). وبلغ عدد الوحدات السكنية 2,245 وحدة بمتوسط كثافة قدره 64 لكل كيلومتر مربع (165.8/ميل2).
وتوزع التركيب العرقي للمدينة بنسبة 45.81% من البيض و52.83% من الأمريكيين الأفارقة و0.16% من الأمريكيين الأصليين و0.58% من الأمريكيين ذوي الأصول الآسيوية و0.02% من سكان جزر المحيط الهادئ و0.20% من الأعراق الأخرى و0.42% من عرقين مختلطين أو أكثر و0.50% من الهسبانيون أو اللاتينيون من أي عرق.
بلغ عدد الأسر 1,994 أسرة كانت نسبة 35.7% منها لديها أطفال تحت سن الثامنة عشر تعيش معهم، وبلغت نسبة الأزواج القاطنين مع بعضهم البعض 36.9% من أصل المجموع الكلي للأسر، ونسبة 26.6% من الأسر كان لديها معيلات من الإناث دون وجود شريك،  بينما كانت نسبة 4.1% من الأسر لديها معيلون من الذكور دون وجود شريكة وكانت نسبة 32.4% من غير العائلات. تألفت نسبة 30.2% من أصل جميع الأسر من عدة أفراد يعيشون في نفس المنزل ونسبة 13% كانت تتألف من شخص يعيش بمفرده يبلغ من العمر 65 عاماً أو أكثر. وبلغ متوسط حجم الأسرة المعيشية 2.48، أما متوسط حجم العائلات فبلغ 3.07.
بلغ العمر الوسطي للسكان 38.6 عاماً. وكانت نسبة 26.8% من القاطنين تحت سن الثامنة عشر، وكانت نسبة 8.5% بين الثامنة عشر والرابعة والعشرين عاماً، ونسبة 22.3% كانت واقعةً في الفئة العمرية ما بين الخامسة والعشرين والرابعة والأربعين عاماً، ونسبة 25.2% كانت ما بين الخامسة والأربعين والرابعة والستين، ونسبة 17.1% كانت ضمن فئة الخامسة والستين عاماً فما فوق. وتوزع التركيب الجنسي للسكان بنسبة 45.8% ذكور و54.2% إناث.

## أعلام
- إي. دبليو. هامونز
- بوبي هويل
- ويد غريفين
- جين ديكسون
- ويليام إف. برانتلي
- دونالد بيترسون